# NGC 4134
NGC 4134 é uma galáxia espiral (Sb) localizada na direcção da constelação de Coma Berenices. Possui uma declinação de +29° 10' 37" e uma ascensão recta de 12 horas, 09 minutos e 09,9 segundos.
A galáxia NGC 4134 foi descoberta em 11 de Abril de 1785 por William Herschel.